# Rượu Nalewka

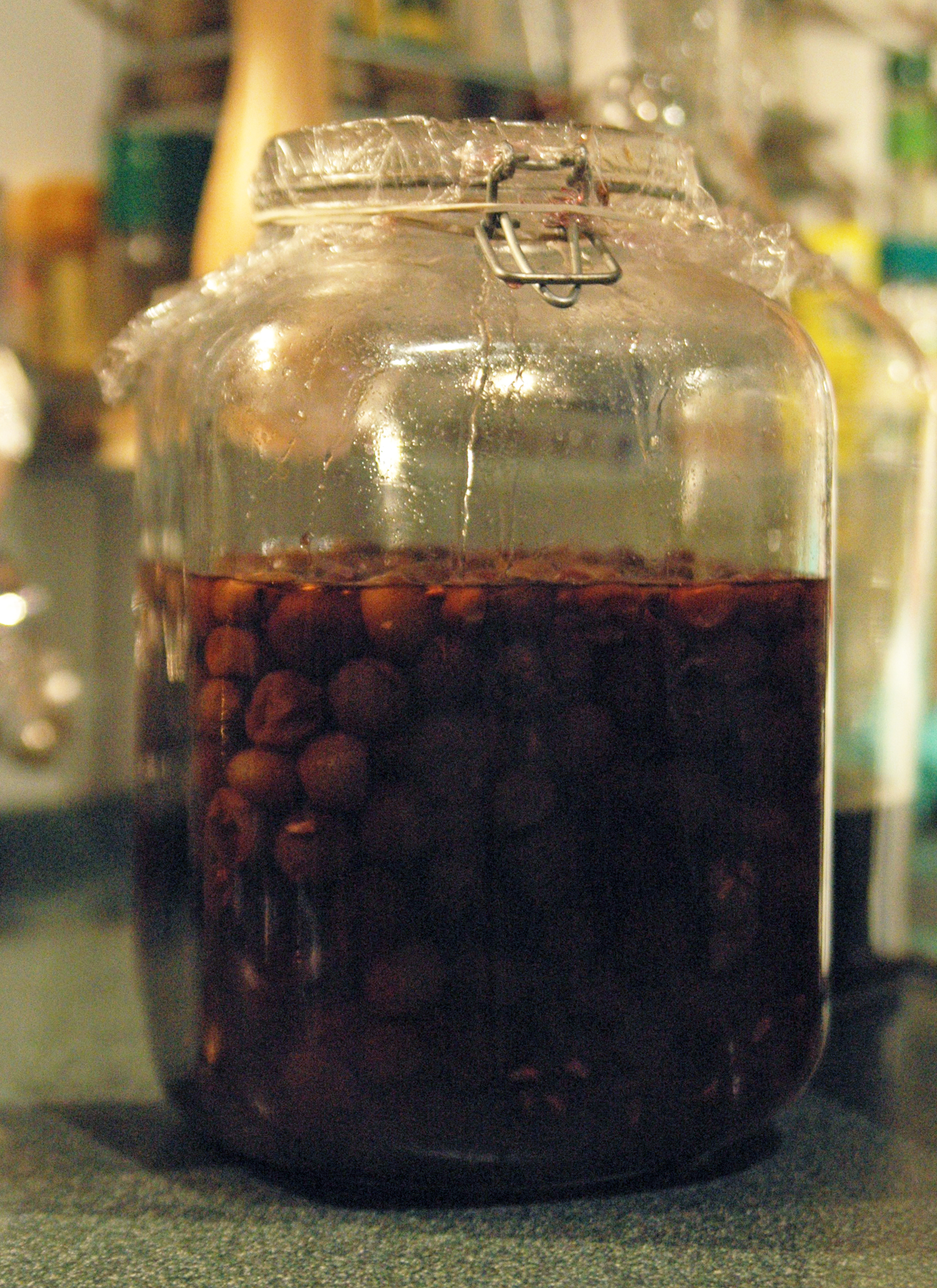
Rượu Nalewka ủ trong bình

Nalewka (IPA: [na'lɛfka]), số nhiều trong tiếng Ba Lan là Nalewki (nah-lef-key). Nalewka là một loại rượu ngâm truyền thống của Ba Lan. Rượu ngâm Nalewka thường được làm từ hoa quả, thảo mộc, rễ cây, lá và mật ong. Nalewka có vị ngọt như các loại rượu hoa quả và thường có nồng độ cồn từ 40% - 45%.

## Lịch sử
Sự ra đời của loại rượu ngâm này, có thể bắt nguồn từ ảnh hưởng làn sóng văn hóa Pháp của vua Henry III trong thế kỷ 16. Các dấu tích cổ nhất về Nalewka được tìm thấy trong cuốn sách "O ziolach y o moczy gich", nói về các loại thảo mộc và công dụng của chúng, được viết bởi một vị bác sĩ người Ba Lan, tên là Stefan Falimierz. Từ thế kỷ 16 đến thế kỷ 19, giới quý tộc Ba Lan thường làm rượu Nalewka với các công thức bí truyền. Sau này, công thức làm Nalewka mới lan đến giới bình dân, từ đó rất nhiều loại sách được xuất bản, mô tả chi tiết quy trình cũng như công thức để làm ra các loại rượu Nalewka.

## Truyền thống gắn với Nalewka
Nalewka thường được dùng sau bữa ăn, trong những chiếc ly nhỏ. Theo truyền thống, người ta thường làm một mẻ Nalewka trong dịp lễ rửa tội của em bé, sau đó sẽ uống rượu này trong ngày cưới tương lai của em bé. Một phong tục khác gắn với Nalewka, đó là các thiếu nữ thời xưa sẽ làm một bình Nalewka quả tầm xuân (Zenicha Kresowa) với mật ong, hoa cúc, bạc hà, đinh hương, rồi gửi nó cho người mà họ muốn chọn làm chồng. Ngoài ra, Nalewka còn được làm vào ngày cưới của các cặp đôi, để uống vào mỗi dịp kỷ niệm của hai vợ chồng.

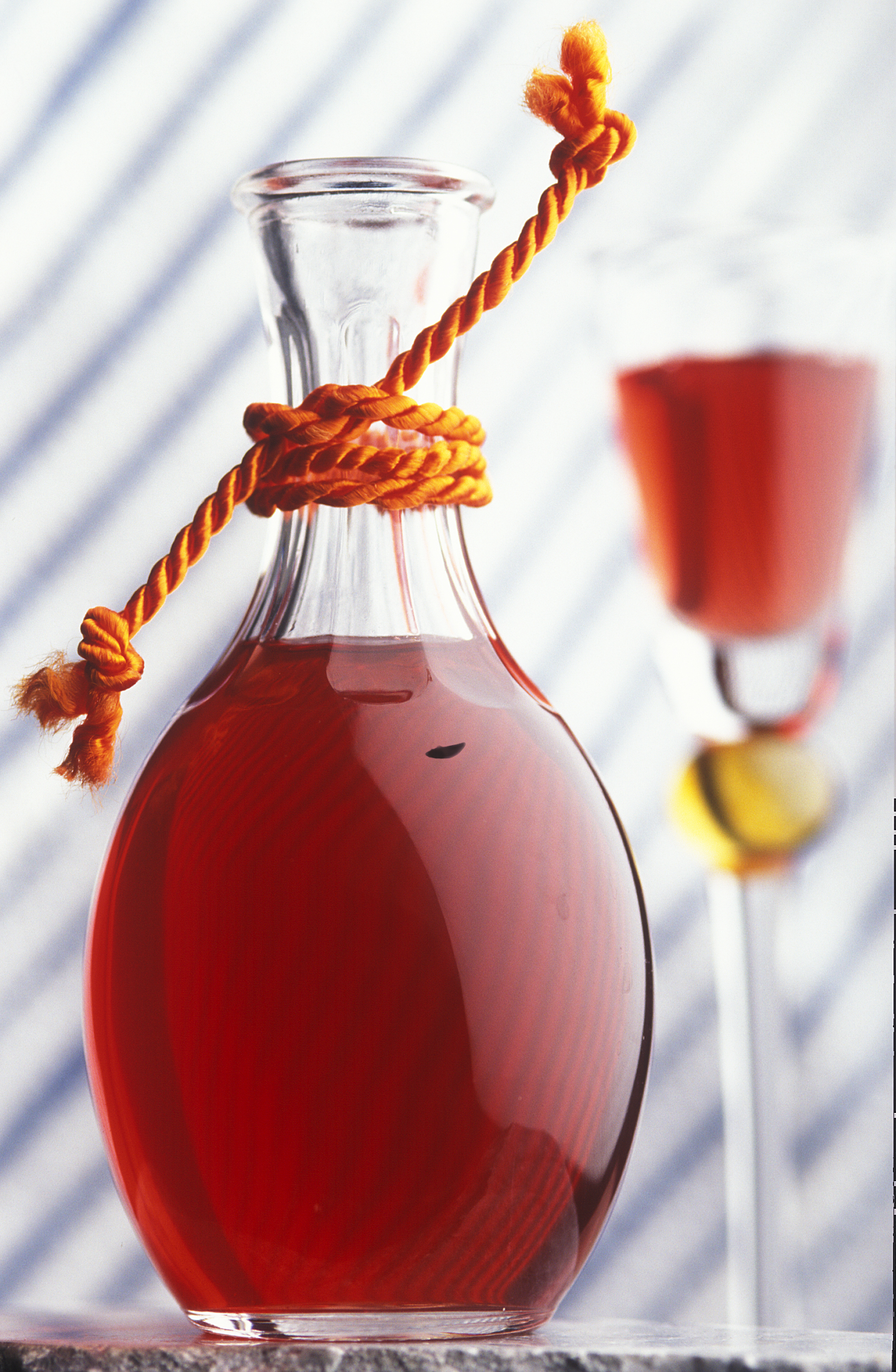
Một ly Nalewka vị lý chua đen

## Các loại rượu Nalewka
Các loại rượu Nalewka thường được đặt tên theo theo thành phần chính hoặc thị trấn nơi làm ra nó. Ví dụ, có một loại Nalewka rất phổ biến, được đặt tên là Nalewka Tarninówka, cái tên này bắt nguồn từ thành phố Tarnów, ở miền nam Ba Lan. Loại Nalewka này được làm từ quả mọng và có màu đỏ ruby đặc trưng.
Mỗi một mẻ Nalewka đều có hương vị đặc trưng riêng, bởi nó phụ thuộc vào công thức của người làm, độ ngọt của trái cây theo mùa, đôi khi là cả tâm trạng của người làm ra nó. Thông thường, các thành phần chính của Nalewka bao gồm: các loại trái cây, đường hoặc mật ong, rượu mạnh, v.v. Người ta có thể thêm hoa, lá, hoặc các loại gia vị khác để tăng hương vị cho rượu.

### Các loại Nalewka thường gặp

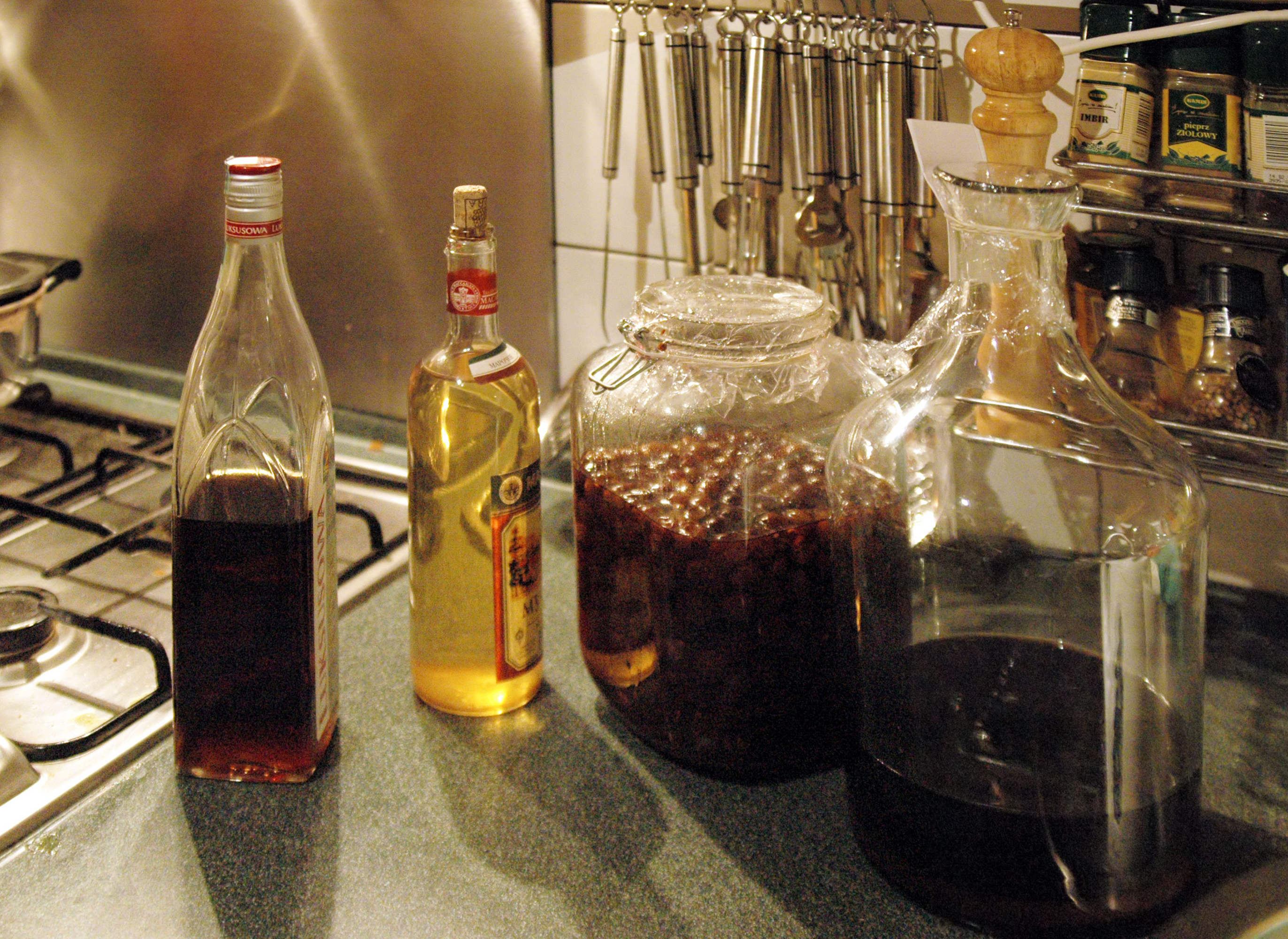
Các loại rượu Nalewka (Từ trái qua phải: Nalewka vị cà phê, gừng, anh đào, cà phê)

Anyżówka: hương hồi
Morelówka: hương mơ
Porzeczkówka: vị lý chua đen
Wiśniówka: hương anh đào
Imbirówka: vị gừng
Orzechówka: vị quả óc chó
Śliwówka: hương mận
Piołunówka: hương ngải cứu
Konwaliówkaall: hương linh lan
Jałowcówka: vị bách xù
Jeżynówka: vị mâm xôm
Pigwówka: vị mộc qua
Cytrynowa: vị chanh
Kawówka: vị cà phê
Porterwówka: vị bia Porter